# Boman Irani
Boman Irani (ur. w 1962 w Bombaju, Maharasztra) – indyjski aktor filmowy i teatralny, nagradzany i nominowany za role w filmach Munnabhai M.B.B.S. 2003, Jestem przy tobie 2004 i Lage Raho Munna Bhai 2006.

## Filmografia
| Rok  | Film                             | Rola                            | Inne uwagi                |
| ---- | -------------------------------- | ------------------------------- | ------------------------- |
| 2008 | Durbar                           |                                 | zapowiedziany             |
| 2008 | Love Story 2050                  |                                 | premiera 25 kwietnia 2008 |
| 2007 | Dhan Dhana Dhan Goal             | Tony Singh                      | premiera 7 listopada 2007 |
| 2007 | Heyy Babyy                       | Bharat Sahni                    |                           |
| 2007 | Honeymoon Travels Pvt. Ltd.      | Oscar Fernandes                 |                           |
| 2007 | Eklavya: The Royal Guard         | Rana                            |                           |
| 2006 | Don                              | oficer policji DeSilva/Vardhaan |                           |
| 2006 | Lage Raho Munna Bhai             | Lucky Singh                     |                           |
| 2006 | Yun Hota To Kya Hota             | DCP                             |                           |
| 2006 | Pyare Mohan                      | Tony                            |                           |
| 2006 | Khosla Ka Ghosla                 | Khurana                         |                           |
| 2006 | Shaadi Se Pehle                  | Ashish's Doc                    |                           |
| 2006 | Being Cyrus                      | Farokh Sethna                   |                           |
| 2005 | Bluffmaster                      | Dr. Bhalerao                    |                           |
| 2005 | Kal: Yesterday and Tomorrow      | Yeshwantrao Dayal               |                           |
| 2005 | Home Delivery: Aapko... Ghar Tak | Santa Claus                     |                           |
| 2005 | Maine Gandhi Ko Nahin Mara       | Public Prosecutor               |                           |
| 2005 | No Entry                         | Minister P.J. Gupta             |                           |
| 2005 | My Wife's Murder                 | Inspektor Tejpal Randhawa       |                           |
| 2005 | Waqt: The Race Against Time      | Natu                            |                           |
| 2005 | Page 3                           | Deepak Suri                     |                           |
| 2004 | Veer-Zaara                       | Jahangir Hayaat Khan            |                           |
| 2004 | Lakshya                          | Mr. Shergill (tata Karana)      |                           |
| 2004 | Jestem przy tobie                | dyrektor szkoły                 |                           |
| 2003 | Munnabhai M.B.B.S.               | Dr. J. C. Asthana               |                           |
| 2003 | Darna Mana Hai                   | właściciel hotelu               |                           |
| 2002 | Let's Talk                       | Nikhil                          |                           |
| 2001 | Everybody Says I'm Fine!         | Mr. Mittal                      |                           |